# Friedrich G. Barth
Friedrich Günther Barth (* 18. April 1940 in München) ist ein deutsch-österreichischer Zoologe (Arachnologe) und Neurobiologe.

## Leben
Barth studierte ab 1959 Biologie, Human-Physiologie und Neurowissenschaften an der Ludwig-Maximilians-Universität München und mit einem Fulbright-Stipendium an der University of California, Los Angeles. Er war Mitglied der Studienstiftung des Deutschen Volkes. 1967 wurde er bei Hansjochem Autrum an der Universität München promoviert und 1971 habilitierte er sich in München. Ab 1974 war er Professor für Zoologie an der Goethe-Universität Frankfurt am Main und. 1987 wurde er Professor für Zoologie an der Universität Wien und Vorstand der Abteilungen Tierphysiologie und Neurobiologie.

## Werk
Er untersucht von Mechanorezeptoren gesteuertes Verhalten an Radnetzspinnen und Raubspinnen und den Aufbau und Modellierung von deren mechanischen Rezeptoren (Berührungssensoren der Haare und deren Detektion von Luftbewegungen, Kraft- und Dehnungssensoren im Außenskelett) sowie mit der  Kommunikation bei stachellosen Bienen über Vibrationen. 

## Mitgliedschaften, Ehrungen, Herausgeberschaft
2002 erhielt er die Karl-Ritter-von-Frisch-Medaille der Deutschen Zoologischen Gesellschaft, 2002 den Kardinal-Innitzer-Preis und 2007 den Preis der Stadt Wien für Naturwissenschaften. 
Er ist Mitglied der Bayerischen Akademie der Wissenschaften (1998), der Leopoldina (1999), der Academia Europaea (1996) und der Österreichischen Akademie der Wissenschaften (1991). 1994 war er Gründer der Austrian Neuroscience Association (ANA) und 2006/07 deren Präsident. 
Er ist Herausgeber des Journal of Comparative Physiology A (Neuroethology, Sensory, Neural and Behavioral Physiology).

## Schriften
- mit J. T. Albert, O. C. Friedrich, H.-E. Dechant: Arthropod touch reception: spider hair sensilla as rapid touch detectors, Journal of Comparative Physiology A, Band 187, 2001, S. 303–312
- Vibratory communication in spiders: Adaptation and compromise at many levels, in: M. Lehrer (Hrsg.), Orientation and communication in arthropods, Basel: Birkhäuser, 1997, S. 247–272
- Sinne und Verhalten: aus dem Leben einer Spinne. Springer, Berlin 2000
  - Englische Übersetzung: A spider’s world: senses and behavior, Springer 2002
- Spider mechanoreceptors, Current Opinion in Neurobiology, Band 14, 2004, S. 415–422.
- Spider strain detection, in: F. G. Barth, J. A. C. Humphrey, M. V. Srinivasan (Hrsg.): Frontiers in sensing: from biology to engineering. Springer, 2011, S. 251–273
- Sensory perception: adaptation to life style and habitat, in: F. G. Barth, P.  Giampieri-Deutsch, H.-D. Klein (Hrsg.), Sensory perception: mind and matter,  Springer, 2011, S. 89–107
- mit P. Fratzl: Biomaterial systems for mechanosensing and actuation, Nature, Band 462, 2009, S. 442–448
- Arthropod strain sensors, in: Bushan Bharat (Hrsg.), Encyclopedia of nanotechnology, Springer, 2012, S. 127–136
- The slightest whiff of air: Airflow sensing in arthropods, in: H. Bleckmann, J. Mogdans, L.S. Coombs (Hrsg.), Flow sensing in air and water –behavioural, neural and engineering principles of operation, Springer, 2014, Kapitel 7, S. 169–196
- A spider's tactile hairs, Scholarpedia 2015